# ديف أندرسون (متزحلق جبال الألب)
ديف أندرسون هو متزحلق جبال الألب كندي، ولد في 14 ديسمبر 1979.

## وصلات خارجية
- ديف أندرسون على موقع أوليمبيديا (الإنجليزية)